# Mario Bava
Mario Bava (San Remo, 31. srpnja 1914. – Rim, 27. travnja 1980.) je talijanski filmski redatelj.

## Životopis
Na filmu isprva asistent snimatelja, od 1939. snimatelj, od 1959. režira igrane filmove. Djelima "Demonova maska" (1960.), mediteranskom transpozicijom Gogoljeve priče o osveti reinkarnirane djevojke selu koje ju je spalilo kao vješticu, potom spojem trilera i filma strave "Djevojka koja je suviše znala" (1962.) te psihološkim hororom "Tri lica straha" (1963.) postaje najugledniji talijanski redatelj filma strave. Usprkos stereotipnim zapletima, ta se djela odlikuju rafiniranom fotografijom visokih crno-bijelih kontrasta i stiliziranog osvjetljenja chiaroscuro ("Demonova maska", 'Djevojka koja je suviše znala"), odnosnos jarkih boja ("Tri lica straha"), dekorativnošću te inventivnom kombinacijom strave i erotskih nijansi. Okušao se također u mitološkim spektaklima ("Herkul u središtu zemlje", 1961.), znanstvenoj fantastici ("Teror u svemiru", 1965.), spaghetti vesternima, a uspjeh je postigao i ekranizacijom pustolovno-kriminalističkog stripa "Diabolic" (1968.). Ostali važniji filmovi su "Šest žena za ubojicu" (1964.) i "Operacija strah" (1966.). 